# Równina Grodkowska
Równina Grodkowska – mikroregion obejmujący południowo-wschodnią część Równiny Wrocławskiej, między rzeką Oławą, Odrą a Nysą Kłodzką; wysoczyzna morenowa; kemy; urodzajne gleby; rolnictwo; miasta na terenie krainy geograficznej: Brzeg, Grodków, Lewin Brzeski, Strzelin, Wiązów